# Paysage de chasse à courre de Zélande du Nord
Le paysage de chasse à courre de Zélande du Nord (ou de chasse par force) est un site danois inscrit au patrimoine mondial par l'UNESCO depuis 2015.

## Caractéristiques
Le site est situé à une trentaine de kilomètres au nord-est de Copenhague, dans le nord de l'île de Seeland (ou Zélande). Il s'agit d'un terrain de chasse à courre aménagé aux XVIIe et XVIIIe siècles par les rois du Danemark. Il comprend trois zones principales, aux paysages distincts : Store Dyrehave (da), Gribskov et Jægersborg Dyrehave/Jægersborg Hegn (da).
Les chemins des zones de chasse sont aménagés selon un plan en damier comportant une étoile centrale, des routes numérotées, des clôtures et des pavillons de chasse, appliquant les principes d'aménagement paysager baroque à des zones forestières.

## Éléments inscrits
Le tableau ci-dessous récapitule les 9 éléments pris en compte dans l'inscription du bien.
| #        | Élément                                     | Superficie (ha) | Zone tampon (ha) | Coordonnées                       | Photo |
| -------- | ------------------------------------------- | --------------- | ---------------- | --------------------------------- | ----- |
| 1469-001 | Store Dyrehave (da)                         | 1 073,4         | 498              | 55° 55′ 00″ nord, 12° 21′ 25″ est |       |
| 1469-002 | Gribskov                                    | 2 195,7         | 860,6            | 55° 59′ nord, 12° 18′ est         |       |
| 1469-003 | Jægersborg Dyrehave et Jægersborg Hegn (da) | 1 490,7         | 555,7            | 55° 47′ 29″ nord, 12° 33′ 39″ est |       |
| 1469-004 | Chemin                                      | 0,06            |                  | 55° 55′ 37″ nord, 12° 20′ 24″ est |       |
| 1469-005 | Tolvkarlevej et Højager (da)                | 0,29            |                  | 55° 56′ 10″ nord, 12° 20′ 46″ est |       |
| 1469-006 | Kulsviervej et Byskellet                    | 0,81            |                  | 55° 56′ 28″ nord, 12° 21′ 18″ est |       |
| 1469-007 | Grønholtvangen au sud de Grønholt Vang      | 0,38            |                  | 55° 56′ 56″ nord, 12° 22′ 05″ est |       |
| 1469-008 | Sentier équestre à Grønholt Vang            | 0,23            |                  | 55° 57′ 29″ nord, 12° 22′ 16″ est |       |
| 1469-009 | Grønholtvangen au nord de Grønholt Vang     | 0,07            |                  | 55° 57′ 47″ nord, 12° 22′ 23″ est |       |

## Processus d'inscription
Le Danemark inscrit le site sur sa liste indicative en 2010. Son inscription au patrimoine mondial est approuvée en 2015.